# Varese (Estland)
Varese (Võro: Varõssõ) is een plaats in de Estlandse gemeente Võru vald, provincie Võrumaa. In 2021 telde de plaats 24 inwoners.
Varese heeft de status van dorp (Estisch: küla). Tot in oktober 2017 hoorde Varese bij de gemeente Sõmerpalu. In die maand werd Sõmerpalu bij de gemeente Võru vald gevoegd.
De rivier Võhandu stroomt door het dorp. Ook de Tugimaantee 69, de secundaire weg van Võru naar Tõrva, komt door Varese.

## Geschiedenis
Varese werd voor het eerst genoemd in 1627 als de boerderijen Wahris Juergen en Wahris Thotz op het landgoed van Sommerpahlen (de vlek Sõmerpalu).  In 1752 werd een boerderij Warrese Tomas genoemd. In 1839 was Varese onder de naam Warrest een dorp. Bijna de hele 20e eeuw maakte Varese deel uit van het dorp Sõmerpalu. Pas in 1997 werd Varese weer een zelfstandig dorp.